# جائزة ألمانيا الكبرى 1976
جائزة ألمانيا الكبرى 1976 هو سباق فورمولا 1 أقيم بتاريخ 1 أغسطس 1976 في حلبة نوربورغرينغ، ألمانيا الغربية. كان العاشر من أصل 16 في بطولة العالم لسباقات الفورمولا واحد موسم 1976. حلّ البريطاني جيمس هانت أولا بينما جاء الجنوب أفريقي جودي شيكتر في المركز الثاني.